# Andrea Guarneri
Giuseppe Guarnieri (1626 – 1698) var en Italiensk instrumentbygger og grundlægger af Guarneri violinbyggeri i Cremona. Han var elev og medhjælper hos Nicola Amati fra 1641–1646. Han byggede violiner for Amati fra 1650–1654. 